# Ernest Pacaud
Pour les articles homonymes, voir Pacaud.
Ernest Pacaud (25 août 1850, Trois-Rivières - 19 avril 1904) est un avocat, un journaliste et un éditeur de journal québécois (Canada).

## Biographie
Né dans une famille de Patriotes, il verra trois membres de sa famille participer à la rébellion du Bas-Canada de 1837 et son père emprisonné pour ces raisons à la prison du Pied-du-Courant à Montréal.
Le 16 mai 1868, il termine ses études classiques au séminaire de Nicolet.  Admis au Barreau le 8 juillet 1872, il s'établit à Arthabaskaville.  Il devient progressivement une figure importante du Parti libéral, tant au niveau provincial que fédéral.
Ami personnel d'Honoré Mercier et de Wilfrid Laurier, aux ascensions politiques desquels il participera, c'est sur recommandation de ce dernier que lui est confié la rédaction en chef du journal L'Électeur, organe officiel du parti libéral en 1880.
En 1890, Ernest Pacaud, trésorier du parti libéral, est impliqué dans le scandale de la Baie des Chaleurs, dans lequel il sera accusé d'avoir utilisé de façon frauduleuse pour lui et des membres du Parti libéral une somme de 100 000 dollars canadiens qui aurait dû faire partie d'un dédommagement par le gouvernement du Québec à Charles Newhouse Armstrong, un entrepreneur en chemins de fer.
En 1896, après que L'Électeur soit mis à l'index par l'Église catholique, il devient le fondateur et le rédacteur en chef du journal Le Soleil.  Devenu l'unique propriétaire du journal, il le vendra en décembre 1903, peu avant sa mort, à un groupe de membres du Parti libéral,.
Il décède à Québec (ville) à l'âge de 53 ans.